# Buramazi
Buramazi är ett vattendrag i Burundi.   Det ligger i provinsen Kayanza, i den nordvästra delen av landet, 40 kilometer nordost om huvudstaden Bujumbura.
Omgivningarna runt Buramazi är en mosaik av jordbruksmark och naturlig växtlighet. Runt Buramazi är det tätbefolkat, med 297 invånare per kvadratkilometer.